# Hyperborée (revue)
La revue Hyperborée — Mensuel poétique et critique (russe : Гиперборе́й — Ежемесячник стихов и критики) est un recueil littéraire édité par les poètes acméistes en 1912 et 1913 à Saint-Pétersbourg. 10 numéros parurent. 
La revue fut créée par Sergueï Gorodetski et Nicolaï Goumilev. Le poète et ensuite traducteur Mikhaïl Lozinski en était éditeur et rédacteur. C'est dans son appartement que se tenait les réunions de rédaction. En 1914, elle devint les éditions Hyperborée, qui furent actives jusqu'en 1918. 
Le nom de la revue fut choisi en référence aux Hyperboréens, peuple qui dans la mythologie grecque aurait vécu dans une fête ininterrompue. Ils étaient éternellement jeunes et proches des dieux. Quand ils étaient las de la vie, ils se jetaient à la mer et mouraient ainsi. Le mot Hyperborée était donc en lui-même le programme de l'acméisme. 
Un poème de Vassili Hippious exprime l'atmosphère qui régnait à Hyperborée : 
По пятницам в «Гиперборее»

Расцвет литературных роз.

И всех садов земных пестрее

По пятницам в «Гиперборее»

Как под жезлом волшебной феи,

Цветник прельстительный возрос.

По пятницам в «Гиперборее»

Расцвет литературных роз.
Vendredi, avec Hyperborée

Fleurissent les lettres comme des roses.

Et des jardins si bigarrés,

Vendredi, avec Hyperborée

Parterres gais, couleurs écloses,

Scintillent sous les doigts de fées.

Vendredi, avec Hyperborée

Fleurissent les lettres comme des roses.

## Auteurs
- Anna Akhmatova
- Vladimir Chileïko
- Vladislav Felitsianovitch
- Sergueï Gedroitz (pseudonyme de Vera Gedroitz)
- Sergueï Gordetski
- Nikolai Goumilev
- Vassili Hippouis
- Mikhaïl Kouzmine
- Mikhaïl Lozinski
- Ossip Mandelstam
- Maria Moravskaïa
- Vladimir Narbout
- Irina Odoevtseva
- Mikhaïl Zenkevitch